# Intellipedia

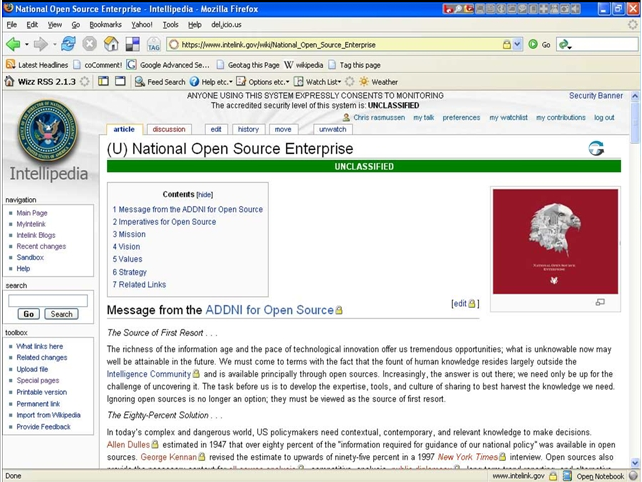
Uma captura de tela do Intellipedia, um wiki usado pela comunidade de Inteligência dos EUA.

Intellipedia é uma série de três wikis que rodam no Joint Worldwide Intelligence Communications System, SIPRNet e Intelink-U.  São usados pelas 16 agências que compõem a comunidade de inteligência dos Estados Unidos. Não é aberta ao público.
Intellipedia é um projeto do Office of the Director of National Intelligence (ODNI) — Intelligence Community Enterprise Services (ICES) cujo escritório central fica em Fort Meade, Maryland. Até outubro de 2006, continha 28.000 páginas e 3.600 usuários. Inclui informações nas áreas, pessoas e assuntos de interesse daquelas comunidades. Intellipedia utiliza MediaWiki, o mesmo software usado pela Wikipedia, o projeto de enciclopédia livre. O ODNI diz que o projeto ajudará a revolucionar a cultura prevalescente na comunidade de inteligência norte-americana.
Projetos semelhantes estão rodando na rede secreta do governo americano conhecida como SIPRNet e na rede SBU. Usuários da SBU podem acessar a Intellipedia de terminais remotos fora dos seus locais de trabalho através de um VPN. A SIPRNet está voltada a servir para um propósito similar, ao pessoal do Departamento de Defesa americano, que são os usuários predominantes desta rede.
Usuários do OSINT compartilham informação na rede aberta (não secreta).